# Forseti
Forseti — немецкая группа, исполнявшая музыку в жанре неофолк.

## История группы
Фо́рсети — бог правосудия и справедливости в германо-скандинавской мифологии.
Основателем, главным вдохновителем и единственным постоянным участником группы являлся Андреас Риттер. Идея о создании группы появилась в 1997 году, когда Андреас купил свою первую акустическую гитару, хотя он занимался музыкой и раньше. Для записи студийных альбомов и на концертах он пользовался услугами сессионных музыкантов и своих друзей — за всё время существования проекта в нём приняло участие около двадцати человек.
«В 1997 я купил мою первую гитару и по-настоящему полюбил акустическую музыку. Тогда для меня было очевидно, что группа Forseti никогда не будет использовать электронные инструменты — ни в студии, ни на сцене. Чисто акустическая аранжировка гораздо сильнее передает эмоции и душевность. <…> Моя цель, скорее, воодушевить людей через музыку, раскрыть в них чувство настоящего, природного и неискусственного и дать возможность взглянуть на себя со стороны настоящего мира».
В мае 2005 года Риттер перенес инфаркт миокарда, что повлекло за собой потерю памяти и повреждение мозга. После этого происшествия Андреас прекратил свою творческую деятельность. В поддержку музыканта в 2006 году был выпущен совместный альбом под названием «Forseti Lebt» («Forseti, живи»), в создании которого приняли участие группы Death in June, In Gowan Ring, Of the Wand & the Moon, Sonne Hagal и другие.

## Дискография

### Альбомы и мини-альбомы
| Год  | Название | Дополнительная информация |
| ---- | -------- | ------------------------- |
| 1999 | Jenzig   | 10"                       |
| 2002 | Windzeit | CD/Box                    |
| 2004 | Erde     | CD                        |

### Компиляции
| Год  | Название                                 | Дополнительная информация |
| ---- | ---------------------------------------- | ------------------------- |
| 1999 | Das Graue Corps                          | 10"                       |
| 1999 | Der Tod Im Juni                          | CD5"                      |
| 2000 | From Nowhere To Nothing                  | LP                        |
| 2000 | Lichttaufe — Der Folklore Liedschatz     | CD                        |
| 2000 | Thaglasz VI                              | CD + 8"                   |
| 2000 | The Pact: …Of The Gods                   | CD                        |
| 2001 | Le Jardin Des Supplices: Eros & Thanatos | CD                        |
| 2002 | Songs For Landeric                       | 2xCD                      |
| 2002 | Tempus Arborum                           | CD                        |
| 2003 | Eisiges Licht                            | CD                        |
| 2003 | Flammenzauber III: Tonwerk Zum Festival  | CD                        |
| 2005 | Eichendorff — Liedersammlung             | CD                        |
| 2005 | Looking For Europe                       | 4xCD                      |